# Nicolás Rebaza
José Nicolás Rebaza Cueto, (Huamachuco, 23 de diciembre de 1811-Trujillo, 30 de julio de 1897) fue un magistrado, profesor, historiador y periodista peruano.

## Biografía
Hijo de Manuel Santiago Rebaza y Antonia Cueto. Entre sus ascendientes figura el prócer José Faustino Sánchez Carrión.
Se trasladó a Trujillo, donde estudió en el Colegio Seminario San Carlos y San Marcelo. Luego ingresó a la Universidad de Trujillo, donde se graduó de bachiller (1838), licenciado y doctor en Jurisprudencia (1845). A la par de su formación académica, ejerció como secretario de la prefectura del departamento de La Libertad (1838-1845).
Fue periodista fundador de La Abeja (1838), El Liberal (1840-1842), El Progreso (1848) y La Balanza (1850), todas publicaciones de Trujillo. Influyó en la creación de la provincia de Chiclayo. También formó parte de las fuerzas que marcharon a Piura para rechazar al coronel José Manuel Angulo, que desde Guayaquil había ingresado al Perú con intenciones revolucionarias (1841).
Recibido como abogado, fue nombrado agente fiscal de Trujillo (1845-1846). Fue Fiscal interino de la Corte Superior de La Libertad (1846-1848), agente fiscal titular (1849-1851), así como vocal de la misma (1851-1855). Luego fue nombrado vocal interino de la Corte Suprema (1860) y, finalmente, vocal titular de la Corte Superior de Trujillo (1861-1894).
Fue miembro y director de la Sociedad de Beneficencia de Trujillo (1848).
Como educador, fue catedrático de la Universidad de Trujillo, cuyo rectorado ejerció de 1853 a 1859. También fue profesor en el Colegio de Educandas (1850) y fue comisionado para reorganizar el Colegio Nacional San Juan de Trujillo (1860), donde también ejerció la docencia.
Fue elegido diputado por Huamachuco (1851-1853 y 1858-1864), llegando a ser el segundo vicepresidente de su cámara en 1864. Como parlamentario promovió la creación de la provincia de Otuzco (ley de 25 de abril de 1861) y de la provincia de Pacasmayo (ley de 23 de noviembre de 1864). Asimismo, por su iniciativa fue creado el Colegio Nacional San Nicolás de Huamachuco.
Fue prefecto de La Libertad durante el gobierno del coronel José Balta (1868-1872). Durante la guerra del Pacífico, apoyó al general Miguel Iglesias en su movimiento en pro de la paz con Chile.
Triunfante la revolución de Andrés A. Cáceres contra Iglesias, Rebaza fue uno de los tres delegados iglesistas que se reunieron con sus pares caceristas en unas conferencias en las que se acordó conformar un Consejo de Ministros, encabezado por Antonio Arenas, para que se encargara de la transición (diciembre de 1885).

## Publicación

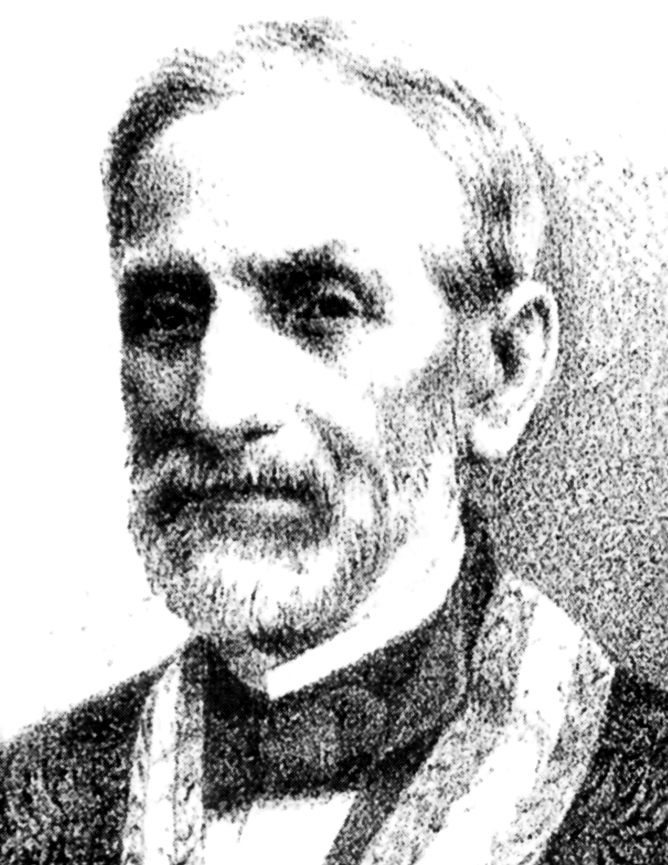
Retrato de Rebaza por Evaristo San Cristóval. En la revista El Perú Ilustrado.

Sus Anales del departamento de La Libertad en la guerra de la Independencia (póstumo, 1898 y 1971), es un importantísimo aporte a la historiografía peruana, donde armoniza lo anecdótico y lo histórico, y que está escrita en una prosa correcta, amena y atractiva. Durante su gestión como secretario de la prefectura de La Libertad, Rebaza había reunido una nutrida documentación para plasmar esta obra, pero lamentablemente ella se perdió durante un incendio que arrasó su morada en 1884, como resultado de una asonada producida en el marco de la guerra civil entre caceristas e iglesistas. Sin embargo, ya en los últimos años de su vida pudo reconstruirla, gracias a su admirable memoria y basándose en las fuentes históricas de Mariano Felipe Paz Soldán, Andrés García Camba y José Manuel Valdés, así como en testimonios de actores de la Independencia, como el Marqués de Torre Tagle, Domingo Casanova, Juan Manuel Iturregui, etc.